# Brotte-lès-Luxeuil
Brotte-lès-Luxeuil é uma comuna francesa na região administrativa de Borgonha-Franco-Condado, no departamento de Alto Sona. Estende-se por uma área de 6,87 km². Em 2010 a comuna tinha 215 habitantes (densidade: 31,3 hab./km²).